# 頑張る!TV!!
『頑張る!TV!!』（がんばるテレビ）は、1994年4月11日から同年9月12日まで日本テレビ系列局で放送されていた日本テレビ製作のバラエティ番組である。NTTの一社提供。放送時間は毎週月曜 19:00 - 19:30 （日本標準時）。

## 概要
その名の通り、日本中の頑張っている人々を紹介していた番組。司会の田代と大神は番組エンディングテーマの「熱帯夜」も歌っていた。

## 出演者
- 田代まさし[1]
- 大神いずみ（当時日本テレビアナウンサー）[1]